# The Bridge of San Luis Rey (2004)
A Ponte de San Luis Rey (no Brasil "A Ponte de San Luis Rey") é um filme americano de gênero dramático de 2004, dirigido por Mary McGuckyan.